# Ordem dos Médicos
A Ordem dos Médicos MHSE (OM) é a entidade que regula a prática médica em Portugal.

## História
A Ordem dos Médicos (com o nome Associação dos Médicos Portugueses) foi fundada em 1898.
Em 1938 deu lugar à Ordem dos Médicos (OM) pelo Decreto-Lei n.º 29 171 de 24 de Novembro de 1938.
A 4 de Fevereiro de 1988 foi agraciada com o grau de Membro-Honorário da Antiga, Nobilíssima e Esclarecida Ordem Militar de Sant'Iago da Espada, do Mérito Científico, Literário e Artístico.
Em 2011 estavam inscritos na Ordem do Médicos 42.796 profissionais, mais 1.365 do que no ano anterior.
Em 2016, na Ordem dos Médicos estão registados 48 487 clínicos. O que dá um médico por cada 200 pessoas. Uma média, pois metade está concentrada em sete concelhos, com Lisboa, Porto e Coimbra à cabeça.

## Funções
Tem um protocolo com o Ministério da Saúde para assegurar a formação pós-graduada técnico-científica dos seus inscritos, através dos internatos - períodos que conferem aos clínicos o grau de especialista. A partir daí, tem início a carreira médica. Esta tem sido a fórmula encontrada para promover uma qualificação médica adequada e de constante progressão ao longo da vida. Actualmente encontra-se em curso uma reformulação das carreiras médicas, algo considerado quer pela Ordem dos Médicos, quer pelos dois sindicatos médicos, SIM e FNAM, como fundamental para a manutenção da excelência destes profissionais.

## Bastonários
- 1939-1939: Elísio de Azevedo e Moura
- 1940-1943: António José Pereira Flores
- 1944-1946: Fernando de Freitas Simões
- 1947-1955: Manuel Cerqueira Gomes
- 1956-1961: Jorge Augusto da Silva Horta
- 1962-1967: João José Lobato Guimarães
- 1968-1975: João Pedro Miller Pinto de Lemos Guerra
- 1977-1986: António Gentil da Silva Martins
- 1987-1992: Manuel Eugénio Machado Macedo
- 1993-1995: Carlos Alberto Raposo de Santana Maia
- 1996-1998: Carlos Soares Ribeiro
- 1999-2004: José Germano Rego de Sousa
- 2005-2010: Pedro Manuel Mendes Henriques Nunes
- 2011-2017: José Manuel Monteiro de Carvalho e Silva
- 2017-2023: José Miguel Ribeiro de Castro Guimarães
- 2023-presente: Carlos José Faria Diogo Cortes